# تپه گورستان شاه زمان
تپه قبرستان شاه زمان مربوط به دوران‌های تاریخی پس از اسلام است و در شهرستان پیرانشهر، بخش لاجان، روستای گرده سور واقع شده و این اثر در تاریخ ۱۲ بهمن ۱۳۸۱ با شمارهٔ ثبت ۷۳۷۹ به‌عنوان یکی از آثار ملی ایران به ثبت رسیده است.